# Gloucestershire County Football League
Gloucestershire County Football League är en engelsk fotbollsliga grundad 1968.
Den ligger på nivå 11 i det engelska ligasystemet och är en matarliga till Western Football League. En del klubbar har emellertid gått till Hellenic Football League i stället, till exempel Lydney Town, som vann ligan 2005/06. Ligan har alltid bestått av en enda division.
Gloucestershire County Football League matas av Bristol and Suburban Association Football League, Bristol Premier Combination och Gloucestershire Northern Senior League.

## Mästare
| År      | Mästare              |
| ------- | -------------------- |
| 1968-69 | Stonehouse           |
| 1969-70 | Bristol St George    |
| 1970-71 | Cadbury Heath        |
| 1971-72 | Cadbury Heath        |
| 1972-73 | Cadbury Heath        |
| 1973-74 | Cadbury Heath        |
| 1974-75 | Matson Athletic      |
| 1975-76 | Matson Athletic      |
| 1976-77 | Almondsbury Greenway |
| 1977-78 | Almondsbury Greenway |
| 1978-79 | Almondsbury Greenway |
| 1979-80 | Almondsbury Greenway |
| 1980-81 | Almondsbury Greenway |
| 1981-82 | Shortwood United     |
| 1982-83 | Old Georgians        |

| År      | Mästare                |
| ------- | ---------------------- |
| 1983-84 | Sharpness              |
| 1984-85 | Old Georgians          |
| 1985-86 | Patchway               |
| 1986-87 | Old Georgians          |
| 1987-88 | Old Georgians          |
| 1988-89 | Lawrence Weston Hallen |
| 1989-90 | Ellwood                |
| 1990-91 | Tuffley Rovers         |
| 1991-92 | Patchway Town          |
| 1992-93 | Hallen                 |
| 1993-94 | Cadbury Heath          |
| 1994-95 | Henbury Old Boys       |
| 1995-96 | D R G                  |
| 1996-97 | Old Georgians          |
| 1997-98 | Cadbury Heath          |

| År      | Mästare               |
| ------- | --------------------- |
| 1998-99 | Cadbury Heath         |
| 1999-00 | Highridge United      |
| 2000-01 | Winterbourne United   |
| 2001-02 | Roman Glass St George |
| 2002-03 | Patchway Town         |
| 2003-04 | Almondsbury           |
| 2004-05 | Highridge United      |
| 2005-06 | Lydney Town           |
| 2006-07 | Roman Glass St George |
| 2007-08 | Hardwicke             |
| 2008-09 | Slimbridge            |
| 2009-10 | Thornbury Town        |
| 2010-11 | Brimscombe & Thrupp   |
| 2011–12 | Cribbs Friends Life   |
| 2012–13 | Longlevens            |

| År      | Mästare    |
| ------- | ---------- |
| 2013–14 | Longlevens |
| 2014-15 |            |

### Webbkällor
Den här artikeln är helt eller delvis baserad på material från engelskspråkiga Wikipedia, Gloucestershire County Football League, 2 juli 2015.